# Koljenčasta ostika
Koljenčasta ostika (jajolika ostika; lat. Aegilops geniculata), jednogodišnja biljna vrsta iz porodice trava, jedna od dvadesetak u rodu oštrica ili ostike. Rasprostranjena je u mediteranskim zemljama Europe, Afrike i Azije, od Azora sve do Afganistana.
Postoje brojni sinonimi.